# أندي مارتن
أندي مارتن (بالإنجليزية: Andy Martin)‏ (28 فبراير 1980 بكارديف في المملكة المتحدة - ) هو لاعب كرة قدم بريطاني في مركز الهجوم. شارك مع منتخب ويلز تحت 21 سنة لكرة القدم. أما مع النوادي، فقد لعب مع تونبريدج أنغلز وكريستال بالاس ونادي توركي يونايتد ونادي هيرفورد وهورنتشورتش وميدستون يونايتد وساتون يونايتد وكراي واندررز ونادي فيشر أثليتيك وإيه أف سي ويمبلدون وCroydon Athletic F.C. ‏ ونادي ليذرهيد وTooting & Mitcham United F.C. ‏ ونادي ويتليف ‏ ودولويتش هاملت.

## وصلات خارجية
- أندي مارتن على موقع قاعدة بيانات كرة القدم.إي يو (الإنجليزية)
- أندي مارتن على موقع Soccerbase.com (لاعب) (الإنجليزية)